# Groupama-FDJ
Groupama-FDJ ist ein 1997 gegründetes französisches Radsportteam mit Sitz in Moussy-le-Vieux.

## Organisation
Sponsor des Teams von Teammanager Marc Madiot war von Beginn an die französische staatliche Lotterie Française des Jeux, die auch die Mehrheit der Anteile an der Betreibergesellschaft der Mannschaft hält.
Im März 2018 wurde der Versicherungskonzern Groupama erster Namenssponsor. Radausstatter bis 2023 war der Rahmenhersteller Lapierre, ab 2024 fährt das Team mit Rädern von Wilier Triestina. Laufradsätze und Schaltgruppen werden von Shimano gestellt. Das Team verfügte in der Saison 2006 über ein Budget von etwa 6,5 Mio. Euro.
Nachdem das Team in den Jahren 2005 bis 2010 eine Lizenz als ProTeam besessen hatte, nahm es 2011 als Professional Continental Team an den Wettbewerben der UCI WorldTour und der UCI Continental Circuits teil. Für die Saisons 2012 bis 2014 wurde die Mannschaft wieder als ProTeam lizenziert.
Das Team ist Mitglied im Mouvement Pour un Cyclisme Crédible (kurz MPCC; dt. Bewegung für einen glaubwürdigen Radsport). Bis zum Jahre 2010 gehörte zu dieser Mannschaft auch ein Bahnradsport-Team.

## Platzierungen in UCI-Ranglisten
UCI World Ranking
| World Ranking | World Ranking | World Ranking        | World Ranking |
| Jahr          | Teamwertung   | Einzelwertung        |               |
| ------------- | ------------- | -------------------- | ------------- |
| 2016          | —             | Thibaut Pinot (25. ) |               |
| 2017          | —             | Thibaut Pinot (14. ) |               |
| 2018          | —             | Thibaut Pinot (13. ) |               |
| 2019          | 12.           | David Gaudu (47. )   |               |
| 2020          | 9.            | Arnaud Démare (9. )  |               |
| 2021          | 9.            | David Gaudu (16. )   |               |
| 2022          | 7.            | Stefan Küng (7. )    |               |
| 2023          | 7.            | Thibaut Pinot (21. ) |               |
| 2024          | 10.           | Stefan Küng (28. )   |               |
|               |               |                      |               |
| Quelle: UCI   |               |                      |               |

UCI-Weltrangliste (bis 2004)
| Saison | Mannschaftswertung | Fahrerwertung          |
| ------ | ------------------ | ---------------------- |
| 1997   | 8.                 | Davide Rebellin (17.)  |
| 1998   | 19.                | Emmanuel Magnien (22.) |
| 1999   | 19.                | Jean-Cyril Robin (48.) |
| 2000   | 21.                | Lars Michaelsen (80.)  |
| 2001   | 6. (GSII)          | Bradley McGee (128.)   |
| 2002   | 21.                | Baden Cooke (21.)      |
| 2003   | 14.                | Baden Cooke (29.)      |
| 2004   | 17.                | Bradley McGee (32.)    |

UCI ProTour
| Saison | Mannschaftswertung | Fahrerwertung           |
| ------ | ------------------ | ----------------------- |
| 2005   | 20.                | Thomas Lövkvist (66.)   |
| 2006   | 20.                | Frédéric Guesdon (45.)  |
| 2007   | 19.                | Christophe Mengin (93.) |
| 2008   | 12.                | Mickaël Delage (43.)    |

UCI World Calendar
| Saison | Mannschaftswertung | Fahrerwertung             |
| ------ | ------------------ | ------------------------- |
| 2009   | 16.                | Christophe Le Mével (79.) |
| 2010   | 22.                | Sandy Casar (69.)         |

UCI Africa Tour
| Saison | Mannschaftswertung | Fahrerwertung        |
| ------ | ------------------ | -------------------- |
| 2011   | 7.                 | Geoffrey Soupe (23.) |

UCI Asia Tour
| Saison | Mannschaftswertung | Fahrerwertung           |
| ------ | ------------------ | ----------------------- |
| 2011   | 55.                | Dominique Rollin (216.) |

UCI Europe Tour
| Saison | Mannschaftswertung | Fahrerwertung             |
| ------ | ------------------ | ------------------------- |
| 2011   | 1.                 | Jauheni Hutarowitsch (2.) |

UCI WorldTour
| Saison | Mannschaftswertung | Fahrerwertung       |
| ------ | ------------------ | ------------------- |
| 2012   | 18.                | Arnaud Démare (59.) |
| 2013   | 17.                | Thibaut Pinot (33.) |
| 2014   | 16.                | Thibaut Pinot (32.) |
| 2015   | 15.                | Thibaut Pinot (10.) |
| 2016   | 11.                | Thibaut Pinot (17.) |
| 2017   | 17.                | Thibaut Pinot (22.) |
| 2018   | 14.                | Thibaut Pinot (17.) |

## Mannschaft 2025
| Teamkader 2025                       | Teamkader 2025     | Teamkader 2025         | Teamkader 2025                                |
| Name                                 | Geburtsdatum       | Land                   | Vorheriges Team                               |
| ------------------------------------ | ------------------ | ---------------------- | --------------------------------------------- |
| Lewis Askey                          | 4. Mai 2001        | Vereinigtes Königreich | Équipe continentale Groupama-FDJ (2021)       |
| Cyril Barthe                         | 14. Februar 1996   | Frankreich             | Burgos-BH (2023)                              |
| Clément Braz Afonso                  | 8. November 1999   | Frankreich             | CIC U Nantes Atlantique (2024)                |
| Sven Erik Bystrøm                    | 21. Januar 1992    | Norwegen               | Intermarché-Circus-Wanty (2023)               |
| Rémi Cavagna                         | 10. August 1995    | Frankreich             | Movistar Team (2024)                          |
| Clément Davy                         | 17. Juli 1998      | Frankreich             | Équipe continentale Groupama-FDJ (2020)       |
| Tom Donnenwirth                      | 19. Januar 1998    | Frankreich             | Decathlon AG2R La Mondiale Development (2024) |
| David Gaudu                          | 10. Oktober 1996   | Frankreich             | Côtes d'Armor-Marie Morin (2016)              |
| Kevin Geniets                        | 9. Januar 1997     | Luxemburg              | Équipe continentale Groupama-FDJ (2019)       |
| Lorenzo Germani                      | 3. März 2002       | Italien                | Équipe continentale Groupama-FDJ (2022)       |
| Romain Grégoire                      | 21. Januar 2003    | Frankreich             | Équipe continentale Groupama-FDJ (2022)       |
| Thibaud Gruel                        | 1. Mai 2004        | Frankreich             | Équipe continentale Groupama-FDJ (2024)       |
| Johan Jacobs                         | 1. März 1997       | Schweiz                | Movistar Team (2024)                          |
| Stefan Küng                          | 16. November 1993  | Schweiz                | BMC Racing Team (2018)                        |
| Olivier Le Gac                       | 27. August 1993    | Frankreich             | BIC 2000 (2014)                               |
| Eddy Le Huitouze                     | 3. April 2003      | Frankreich             | Équipe continentale Groupama-FDJ (2023)       |
| Valentin Madouas                     | 12. Juli 1996      | Frankreich             | BIC 2000 (2016)                               |
| Guillaume Martin-Guyonnet            | 9. Juni 1993       | Frankreich             | Cofidis (2024)                                |
| Rudy Molard                          | 17. September 1989 | Frankreich             | Cofidis, Solutions Crédits (2016)             |
| Quentin Pacher                       | 6. Januar 1992     | Frankreich             | B&B Hotels p/b KTM (2021)                     |
| Enzo Paleni                          | 30. Mai 2002       | Frankreich             | Équipe continentale Groupama-FDJ (2022)       |
| Paul Penhoët                         | 28. Dezember 2001  | Frankreich             | Équipe continentale Groupama-FDJ (2022)       |
| Rémy Rochas                          | 18. Mai 1996       | Frankreich             | Cofidis (2023)                                |
| Brieuc Rolland                       | 13. September 2003 | Frankreich             | Équipe continentale Groupama-FDJ (2024)       |
| Clément Russo                        | 20. Januar 1995    | Frankreich             | Arkéa-Samsic (2023)                           |
| Lars van den Berg (1. Jan.–13. Mär.) | 7. Juli 1998       | Niederlande            | Équipe continentale Groupama-FDJ (2020)       |
| Matthew Walls                        | 20. April 1998     | Vereinigtes Königreich | Bora-Hansgrohe (2023)                         |
|                                      |                    |                        |                                               |
| Quelle: ProCyclingStats              |                    |                        |                                               |